# Luca Bindi
Luca Bindi (Prato, 2 dicembre 1971) è un geologo italiano.

## Biografia
È titolare della cattedra di mineralogia e cristallografia all’Università di Firenze, Direttore del Dipartimento di Scienze della Terra dello stesso Ateneo, Presidente del Centro di Cristallografia Strutturale (CRIST) e ricercatore associato all’Istituto di Geoscienze e Georisorse del CNR. Vincitore di numerosi premi scientifici nazionali ed internazionali tra cui spicca il Premio Presidente della Repubblica 2015 nella categoria Scienze fisiche, matematiche e naturali dell’Accademia Nazionale dei Lincei. Dal 2019 è Socio dell'Accademia dei Lincei. 

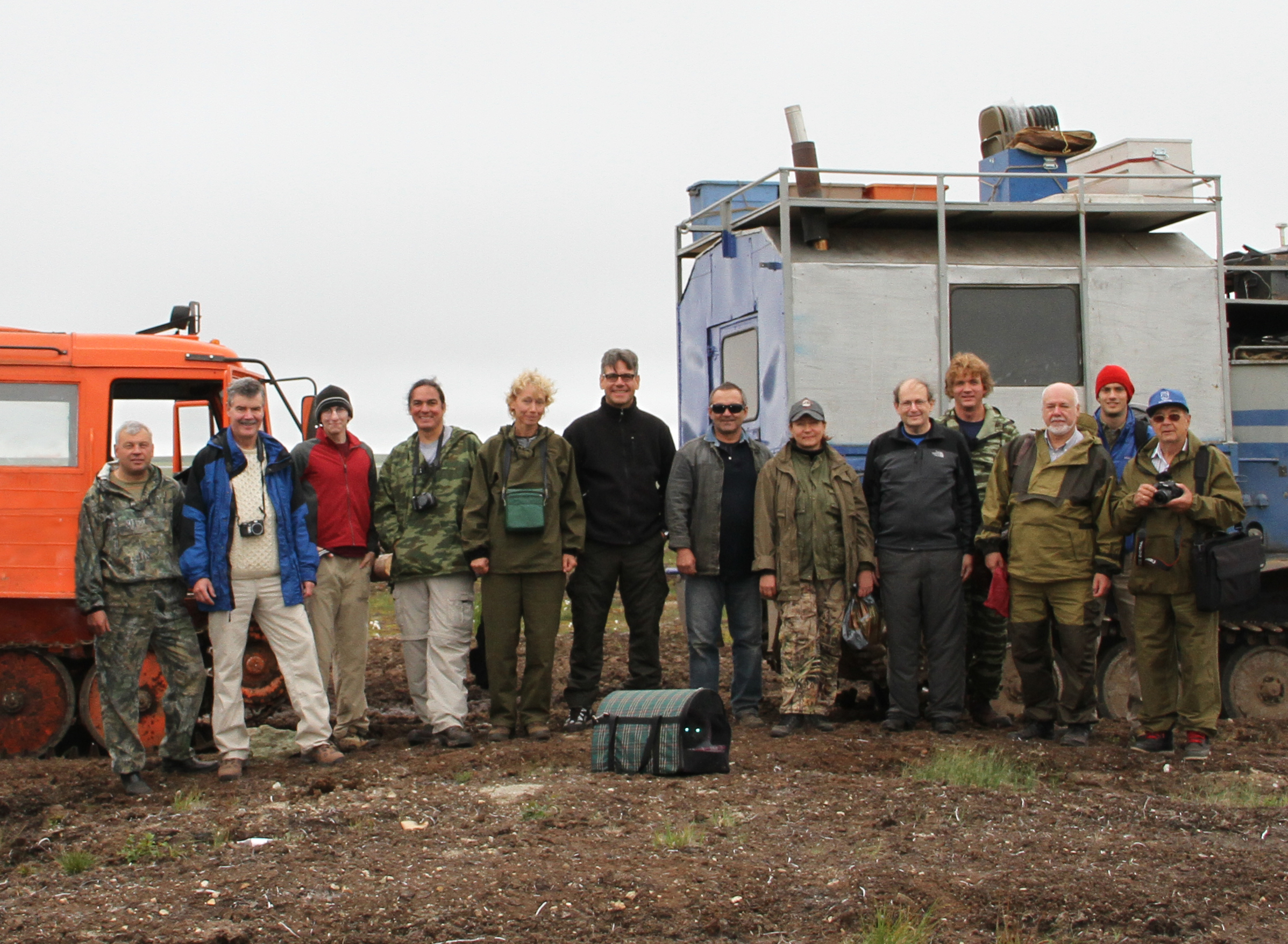
Čukotka, 2011. I 13 componenti della spedizione che scoprì il primo quasicristallo formatosi naturalmente. Da sinistra Bindi (6º) e Paul Steinhardt (9º)

Ha numerose collaborazioni internazionali, tra cui quelle con la Princeton University, la Harvard University e il California Institute of Technology. 
L’attività di ricerca (che ai è tradotta in oltre 350 pubblicazioni scientifiche su riviste internazionali) si è rivolta principalmente a studi cristallografico-strutturali su minerali caratterizzati da strutture incommensurate, superstrutture, geminazioni, integrando insieme la mineralogia con i settori più avanzati della cristallografia. Di rilievo sono anche gli studi cristallochimici di fasi mineralogiche importanti per il mantello terrestre, tra i quali, degni di nota, i suoi studi pionieristici su clinopirosseni ricchi in potassio che hanno avuto ampia risonanza internazionale. 
È lo scienziato italiano che ha contribuito alla descrizione del più alto numero di nuovi minerali ed è fra i primi dieci ricercatori al mondo per numero di nuove specie mineralogiche descritte. Nella sua carriera ha descritto circa il 3% dei circa 6000 minerali conosciuti in natura. La maggior parte dei nuovi materiali è stata scoperta nel prezioso patrimonio delle collezioni del Sistema Museale dell’Ateneo fiorentino, con i suoi circa cinquantamila esemplari. Al ricercatore spetta un ulteriore record: tra i più di 100 minerali da lui descritti ve ne sono 15 extraterrestri (quasi il 3% dei circa 500 scoperti), individuati in frammenti di meteorite, tra cui gli unici due quasicristalli naturali documentati in natura, la icosahedrite e la decagonite.
La sua scoperta dei quasicristalli naturali, pubblicata su Science nel 2009, ha avuto grandissima risonanza non solo nella comunità delle scienze della terra ma anche in quella delle scienze fisiche, chimiche e dei materiali; essa dimostra infatti che i quasicristalli possono formarsi spontaneamente in natura e, soprattutto, rimanere stabili per tempi geologici.
Il ritrovamento da parte di Bindi di quasicristalli in leghe metalliche in meteoriti ha dato sostanza all’ipotesi che tali fasi si formino in seguito al rapido raffreddamento di fusi formatisi a seguito di elevate pressioni da shock. L’ipotesi trova conferma nella scoperta fatta recentemente da Bindi e il suo gruppo di ricerca di un quasicristallo nella “trinitite”, materiale formatesi a seguito del primo test nucleare (1945) a Alamogordo (New Mexico), e in una fulgurite prodotta da un fulmine a Sand Hills (Nebraska).
Ha raccontato la meravigliosa avventura scientifica della scoperta dei quasicristalli naturali in un libro divulgativo edito da Tab Edizioni nel 2021.

## Riconoscimenti
Per le sue ricerche ha ricevuto numerosi riconoscimenti:
- nel 2004 il premio Panichi per ricerche mineralogiche della Società Italiana di Mineralogia e Petrologia[8]
- nel 2006 il Premio Nardelli  assegnato dall’Associazione Italiana di Cristallografia[9] e il prestigioso premio internazionale (Excellence Research Medal) assegnato dalla European Mineralogical Union[10]
- nel 2007 la Foreign Outstanding Young Researcher Award  assegnato dalla Russian Mineralogical Society[11]
- nel 2010 il Premio “Luigi Tartufari per la Geologia” dell’Accademia Nazionale dei Lincei,[12] consegnato durante l’Adunanza Solenne di chiusura dell’anno accademico alla presenza del Presidente della Repubblica Giorgio Napolitano
- nel 2011 il minerale (K,NH4)As4O6(Cl,Br), trovato tra i prodotti fumarolici del cratere La Fossa di Lipari (Isole Eolie, Sicilia), è stato chiamato lucabindiite in suo onore.
- nel 2011 i suoi lavori scientifici riferiti alla scoperta del primo quasicristallo naturale sono stati citati nello “Scientific Background on the Nobel Prize in Chemistry 2011 - The Discovery of Quasicrystals[13]” della Nobel Committee for Chemistry - Royal Swedish Academy of Sciences.
- nel 2015 il Premio Presidente della Repubblica 2015[1] nella categoria Scienze fisiche, matematiche e naturali dell’Accademia Nazionale dei Lincei consegnatogli dal Presidente della Repubblica Sergio Mattarella durante una cerimonia al Quirinale[14]
- nel 2018, il 25 ottobre, gli è stato conferito, insieme al fisico Paul J. Steinhardt, il premio Aspen Institute Italia 2018 per la collaborazione e per la ricerca scientifica tra Italia e Stati Uniti.
- nel 2018 il pianeta minore 92279 è stato chiamato Bindiluca[15] per onorare il suo contributo alle scienze planetarie.
- nel 2019 è stato eletto Fellow della Mineralogical Society of America[16]
- nel 2023 gli è stata conferita la Neumann Medal della Mineralogical Society of Great Britain and Ireland. È la prima volta che tale riconoscimento viene assegnato ad un ricercatore italiano.
- nel 2023 gli è stato conferito il Premio Pianeta Galileo per la divulgazione dal Consiglio Regionale della Toscana.
- nel 2024 gli è stata conferita la Medaglia per le Scienze Fisiche e Naturali dell'Accademia Nazionale delle Scienze detta dei XL.

## Controversie
Nel luglio 2020 la redazione fiorentina del quotidiano "La Repubblica" ha riportato, sulla base di una segnalazione anonima, che il professor Bindi si è candidato a Direttore del dipartimento di Scienze della Terra dell'ateneo, ma al tempo stesso ha riportato che alcune parti del suo programma elettorale sarebbero state riprese da quelle del professor Perrone, candidatosi nel 2018 a direttore di un dipartimento di Ingegneria dell'Università degli studi di Palermo. Il professor Bindi ha sostenuto che si trattava solo di un documento in bozza, da discutere, se eletto, nelle commissioni e organi ufficiali e che per la carica di Direttore di dipartimento non è necessario presentare nessun documento di candidatura ufficiale. Ulteriormente, Bindi ha commentato di aver letto attentamente moltissimi programmi elettorali di candidati alla carica di Direttore di Dipartimento, proprio per imparare ed essere stimolato dalle iniziative programmate per altri dipartimenti così da trovare spunti da riprendere ed eventualmente migliorare nella propria struttura. Il 27 Luglio 2020, il professor Bindi è stato eletto Direttore del dipartimento di Scienze della Terra dell'Ateneo fiorentino con il 97% dei voti.

## Opere
- (EN) Natural Quasicrystals The solar system's hidden secrets, Cham : Springer International Publishing, Imprint Springe, 2020, ISBN 9783030456771.
- QuasiCristalli L'avventura di una scoperta., Roma, tab, 2021, ISBN 978-88-9295-214-0.